# Университет Хардин-Симмонс
Университет Хардин-Симмонс (англ. Hardin–Simmons University, сокр. HSU) — американский частный баптистский университет в Абилине, штат Техас.
В 2016 году U.S. News & World Report поставил Хуниверситет на 33-е место среди региональных университетов на Западе США. В том же году Princeton Review включил университет в список лучших западных учебных заведений.

## История
Первоначально университет был основан как Баптистский колледж Абилина (Abilene Baptist College) в 1891 году ассоциацией Sweetwater Baptist Association и группой пасторов, которые стремились принести христианское высшее образование на юго-запад. Целью школы было: «приводить студентов ко Христу, учить их Христу и готовить их для Христа».
Земля была подарена учебному заведению владельцем ранчо Клейборном Мерчантом. Это была первая высшая школа, созданная в Техасе к западу от Форт-Уэрта. Уже в 1892 году она была переименована в Колледж Симмонса (Simmons College) в честь одного из первых его попечителей — Джеймса Симмонса. К 1907 году в нём обучалось 524 студента, а в штате состояло 49 человек. В 1925 году колледж стал Университетом Симмонса (Simmons University). В 1934 году он окончательно принял имя Университет Хардина-Симмонса в честь Мэри и Джона Хардин, которые внесли крупный вклад в становление университета. С 1941 года Университет Хардин-Симмонс связан и финансируется Генеральной конвенцией баптистов Техаса.

## Деятельность
В конце 2010-х годов университет публично заявил о возникших финансовых проблемах, которые продолжались и в 2020 году, поскольку штат Техас и Генеральная баптистская конвенция Техаса сократили уровни финансирования программ, в которых участвует учебное заведение. В результате в 2018 году Университет Хардин-Симмонс закрыл 9 программ бакалавриата и 4 программы магистратуры, а также остановил работу пяти кампусов. В результате финансовых трудностей было уволено часть сотрудников и преподавателей университета. В 2020 году, университет объявил, что закроет Логсдонскую семинарию, а также завершит ещё 22 академические программы с соответствующим увольнением сотрудников и преподавателей.

### Президенты
| - 1892—1894 − W.C. Friley - 1894—1898 − George O. Thatcher - 1898—1901 − O.C. Pope - 1901—1902 − C.R. Hairfield - 1902—1909 − Oscar Henry Cooper - 1909—1940 − Jefferson Davis Sandefer Sr. | - 1940—1940 − Lucian Q. Campbell - 1940—1943 − William R. White - 1943—1953 − Rupert N. Richardson - 1953—1962 − Evan Allard Reiff - 1962—1963 − George L. Graham - 1963—1966 − James H. Landes | - 1966—1977 − Elwin L. Skiles - 1977—1991 − Jesse C. Fletcher - 1991—2001 − Lanny Hall - 2001—2008 − W. Craig Turner - 2009—2016 − Lanny Hall - 2016-наст. время − Eric Bruntmyer |

### Выпускники
В числе известных выпускников Университета Хардин-Симмонс: палестинский теолог Наим Атик, авиаконструктор Джон Леланд Этвуд, пилот Второй мировой войны Оуэн Бэггет, легенда покера Дойл Брансон, актёр Дон Коллиер, музыкант Терри Хендрикс, американский футболист Клайд Тёрнер, баскетболист Томас (Том) Чавес и другие.